# 2016年9月臺灣
| << | 2016年9月 （民國105年） | >> |    |    |    |    |
| \| 日 \| 一 \| 二 \| 三 \| 四 \| 五 \| 六 \| \| \| \| \| \| 1 \| 2 \| 3 \| \| 4 \| 5 \| 6 \| 7 \| 8 \| 9 \| 10 \| \| 11 \| 12 \| 13 \| 14 \| 15 \| 16 \| 17 \| \| 18 \| 19 \| 20 \| 21 \| 22 \| 23 \| 24 \| \| 25 \| 26 \| 27 \| 28 \| 29 \| 30 \| \| \| \| \| \| \| \| \| \| |                         |    |    |    |    |    |
| 臺灣新聞動態／維基新聞 |                         |    |    |    |    |    |
| 世界／中国大陆／臺灣 |                         |    |    |    |    |    |
| 日 | 一                      | 二 | 三 | 四 | 五 | 六 |
| |                         |    |    | 1  | 2  | 3  |
| 4 | 5                       | 6  | 7  | 8  | 9  | 10 |
| 11 | 12                      | 13 | 14 | 15 | 16 | 17 |
| 18 | 19                      | 20 | 21 | 22 | 23 | 24 |
| 25 | 26                      | 27 | 28 | 29 | 30 |    |
| |                         |    |    |    |    |    |

## 9月1日
- 總統蔡英文提名許宗力、蔡烱燉、許志雄、張瓊文、黃瑞明、詹森林、黃昭元等七人擔任司法院大法官，其中許宗力、蔡烱燉並為司法院正、副院長。[1][2][3][4]
- 行政院說明「金融挺實體經濟—三力四挺政策專案」，宣布開放中國大陸投資人及在台陸資投資事業投資基金及外幣債券，引發經濟民主連合召集人賴中強發文批評「這當然是服貿協議的偷渡」[5]。金融監督管理委員會副主任委員桂先農說，此次開放不是開放中國大陸QDII，不涉及服貿協議內容；行政院大陸委員會主任委員張小月說，對方僅能投資基金且不能介入相關公司業務操作，這部分金管會會做好風險控管[6]。
- 高雄市政府開始連續2天執行高雄市三民區十全果菜市場牴觸戶拆遷[7]。
- 戴資穎未穿羽協贊助球鞋遭懲處事件過後，民主進步黨立法委員黃國書接獲投訴，指中華民國羽球協會要求選手簽署「2017世大運暨2018雅加達亞運培訓隊第一階段第一期選手放棄書」，強迫球團與選手必須配合，否則將面臨長達2年的培訓球監。[8][9][10][11]
- 各傳播媒體工會代表、傳播學者、法律學者召開記者會，呼籲傳播媒體勞工共同加入籌組「全國傳播媒體產業工會」[12]。
- 衛生福利部疾病管制署推動「在家愛滋唾液快速自我篩檢」服務，預計於管制中心、衛生局（所）、學校、三溫暖及咖啡館等處所設置104處服務駐點（含81處定點服務站及23臺自動服務機）[13]。
- 宜蘭縣外海發生芮氏規模4.8的地震，中央氣象局首次透過東森電視的東森新聞台推播地震速報。[14]

## 9月2日
- 經濟部國營事業委員會發布，前高雄市副市長陳金德接任台灣中油董事長，前台橡董事長黃育徵接任台灣糖業公司董事長。陳金德是高雄市市長陳菊愛將，黃育徵曾任新境界文教基金會董事，黃育徵之妻、前台灣嬌生總經理、小英教育基金會執行長張振亞與蔡英文交情甚篤。中國國民黨立法委員廖國棟質疑，陳金德無相關的石油化學專業，卻只因要規劃煉油廠遷廠就當董座，是政治酬庸；總統府表示，相關人事由經濟部等行政部門統一說明[15]。
- 高雄市政府繼續執行高雄市三民區十全果菜市場牴觸戶拆遷，高雄果菜市場土地不義徵收住戶自救會持續抗爭。自救會抨擊陳菊「完全不願意面對本次果菜市場住戶強拆案的程序和實質正當性問題」，抨擊高雄市政府與民主進步黨早已背離人民、踐踏人權，呼籲高雄市政府暫緩拆遷、平等公開協商[16]。

## 9月3日
- 軍公教反污名要尊嚴九三大遊行。
- 設計「今天拆大埔 明天拆政府」貼紙與台灣國護照貼紙的陳致豪發文，高雄市旗山區大溝頂、三民區果菜市場、前鎮區拉瓦克部落等拆除案引起當地居民不滿，2013年7月24日陳菊曾經發文對大埔案忿忿不平，怎麼今天就變這樣；陳致豪諷刺，2013年陳菊的發文比照現在高雄市政府強拆的行為，是「跨越時空來打臉」，「這麼神奇一定要截圖留念」[17]。

## 9月4日
- 住在高雄市三民區民族一路的70歲吳姓婦人不滿居住60年的房屋將被高雄市政府拆除，情緒激動在家中以頭撞牆，揚言「死給高雄市政府看」。吳婦的71歲丈夫薛姓男子與友人報案，救護人員將吳婦送醫急救。薛姓男子表示，他們居住的平房有30坪，是60年前合法向地主購買，不料高雄市政府強制徵收，高雄市政府一紙公文就想拆屋，「30坪只願意賠我們（新臺幣）50萬元」[18]。
- 中國國民黨第19屆第4次全國代表大會，通過黨主席洪秀柱提出的新版政策綱領。新版政策綱領分為5大總論、4項立場、10大政綱，涵蓋外交、兩岸、民主、經濟、教育、司法等面向。新版政策綱領與前主席朱立倫時代修訂的政策綱領最大差異，在於不強調一中各表，僅提到「在中華民國憲法的基礎上，深化九二共識」[19]。洪秀柱在開幕致詞宣告，國民黨要以「和平政綱」對抗民進黨台獨黨綱[20]。

## 9月5日
- 超過40個反迫遷團體及各地居民自救會聚集於臺北市凱達格蘭大道前抗議，惜根台灣協會、反迫遷連線、台灣人權促進會、經濟民主連合等民間團體代表各地居民提出反迫遷土地正義五大訴求，要求蔡英文應在本月25日前回應迫遷受害者訴求，否則將串連各地自救會重返凱達格蘭大道討回土地正義；惜根台灣協會理事長徐世榮抨擊，「民進黨新政府（蔡英文政府）已經變成新壓迫者」，「新政府要求轉型正義，不要只是針對不當黨產，必須是現在進行式」[21]。

## 9月6日
- 日商「百尺竿頭」收購樂陞科技破局，樂陞科技股價重挫，獨立董事陳文茜辭職，獨立董事李永萍則無請辭打算。[22]

## 9月8日
- 日商「百尺竿頭」收購樂陞科技違約案，樂陞科技董事長許金龍因涉嫌重大，由證人轉列被告，並限制出境。[23][24]
- 不當黨產處理委員會公布，1987年7月15日解嚴前成立並依《動員戡亂時期人民團體法》規定備案、適用《政黨及其附隨組織不當取得財產處理條例》的10個政黨：中國國民黨、民主進步黨、中國青年黨、中國民主社會黨、中國新社會黨、中國中和黨、青年中國黨、中國民主青年黨、民主行動黨、中國中青黨[25]。

## 9月9日
- 台語電影60周年紀念日，國家電影中心確定落腳新北市新莊副都心，中華民國文化部部長鄭麗君與新北市市長朱立倫簽約，新北市負責硬體建設，文化部負責後續內裝與營運，斥資新臺幣3.96億元，預計2020年完工啟用[26]。

## 9月12日
- 百萬觀光產業自救大遊行[27]。

## 9月21日
- 反台南鐵路東移全線自救聯合會前往內政部抗議，內政部部長葉俊榮違背自己的學術著作，讓南鐵案未經聽證會就闖過內政部都市計畫委員會。自救會把葉俊榮多本學術著作封面列印出來並點火燒毀，諷刺葉俊榮當官後就變了樣[28]。

## 9月22日
- 反迫遷團體前往行政院前抗議，蔡英文政府執政以後，迫遷及強拆仍持續發生，不符合蔡英文政府執政以前民進黨所作的「改變」承諾。反台南鐵路東移全線自救聯合會會長陳致曉直言，蔡英文政府執政以後，「反迫遷團體頻繁上街頭，比國民黨時代更忙」。徐世榮怒批，民進黨在意的轉型正義只是為了民進黨的一黨私利，對眼前亟需轉型正義平反的被迫遷戶視而不見，「轉型正義應該是全民的、而不是一個黨的」[29]。

## 9月25日
- 63個反迫遷團體發動「925土地正義重返凱道」定點抗議行動，聚集於臺北市凱達格蘭大道前抗議，要求蔡英文承諾給他們一個無迫遷、能安心居住的家園[30]。集會發言人徐亦甫說，60多個徵收案的共通點是「政府都在回應財團開發的期待」，反迫遷團體期待的是行政權可以介入各個徵收案[31]。反迫遷團體指出，蔡英文政府應該提出一套具體作法協調中央與地方政府暫停有疑慮的個案，但在目前內政部的回應中並沒有看到這一點。蔡英文未接見反迫遷團體。徐世榮揚言，本次行動只是抗爭的開始，未來全台各地反迫遷團體的抗爭將會延燒到所有相關的政府機關[32]。

## 9月26日
- 反台南鐵路東移全線自救聯合會赴臺北市中山堂民進黨30週年黨慶「創黨30挑戰30紀念影像展」開展記者會會場外抗議，痛批民進黨執政的南鐵案與高雄市三民區果菜市場遷移都未曾好好跟民眾溝通，呼籲民進黨「消費民主不如落實民主」[33]。

## 9月28日
- 民進黨30週年黨慶，由於梅姬颱風侵襲臺灣，原定於圓山大飯店舉辦的30週年黨慶紀念儀式及擴大中執會取消[34]。

## 9月29日
- 民進黨官方facebook頁面公布蔡英文的公開信〈創黨三十週年蔡英文主席給民主進步黨黨員的信〉，蔡英文在信中說，民進黨一定會堅守一些價值，「我們要力抗中國的壓力，發展與其他國家的關係；我們要擺脫對於中國的過度依賴，形塑一個健康的、正常的經濟關係」[35]。同日，美國國務院東亞暨太平洋事務局發言人崔·葛瑞斯（Grace Choi）在回覆中央通訊社記者詢問的電子郵件中重申美國長期以來的一貫立場，她說，在兩岸關係的和平穩定上，美國有深遠利益，美國歡迎兩岸執政當局降低緊張、改善兩岸關係的步驟，美國鼓勵兩岸執政當局在尊嚴與尊重的基礎上進行建設性對話[36]。

## 9月30日
- 華航集團董事長何煖軒公開申明，上級從未要求公司更名[37]。